# Google Play
Google Play (cũng được gọi là Google Play Store; phiên bản tiếng Việt là Cửa hàng Play hay CH Play) trước đây là Android Market, là một nền tảng phân phối kỹ thuật số các ứng dụng cho hệ điều hành Android và cửa hàng truyền thông kỹ thuật số, điều hành bởi Google. Dịch vụ cho phép người dùng duyệt và tải về các ứng dụng phát triển bởi Android SDK và được đăng tải thông qua Google, như nhạc, tạp chí, sách, phim, chương trình truyền hình. Người dùng có thể mua phần cứng như Chromebook, Google Nexus (điện thoại di động), Chromecast, phụ kiện, thông qua Google Play.
Các ứng dụng có sẵn trên Google Play gồm hai bản: miễn phí và tính phí. Họ có thể tải trực tiếp từ một thiết bị Android hoặc Google TV thông qua ứng dụng Play Store hoặc cài đặt ứng dụng đến thiết bị từ trang chủ Google Play. Ứng dụng có thể cài trực tiếp đến các thiết bị BlackBerry 10 như Z30, Z10,... thông qua ứng dụng được gọi là SNAP nếu nó đang chạy OS10.2.1 hoặc cao hơn.
Nhiều ứng dụng được hướng đến người dùng sử dụng dựa trên một số thuộc tính đặc biệt của phần cứng trên thiết bị, như cảm biến chuyển động (cho các trò chơi phụ thuộc vào chuyển động) hoặc cảm biến ở phía trước (cho cuộc gọi trực tuyến).
Vào ngày 6 tháng 3 năm 2012, với sự hợp nhất của Android Market và Google Music, dịch vụ đổi tên thành Google Play để trùng với tên thương hiệu của Google. Tính đến tháng 7 năm 2013, cửa hàng Google Play chính thức vượt hơn 1 triệu ứng dụng xuất bản và hơn 50 tỉ lượt tải về.

## Số lượng ứng dụng
| Năm  | Tháng | Số lượng ứng dụng | Lượt tải xuống |
| ---- | ----- | ----------------- | -------------- |
| 2009 | 3     | 2,300             |                |
| 2009 | 12    | 16,000            |                |
| 2010 | 3     | 30,000            |                |
| 2010 | 4     | 38,000            |                |
| 2010 | 7     | 70,000            |                |
| 2010 | 9     | 80,000            |                |
| 2010 | 10    | 100,000           |                |
| 2011 | 4     |                   | 3 tỷ           |
| 2011 | 5     | 200,000           | 4,5 tỷ         |
| 2011 | 7     | 250,000           | 6 tỷ           |
| 2011 | 10    | 500,000           |                |
| 2011 | 12    |                   | 10 tỷ          |
| 2012 | 4     |                   | 15 tỷ          |
| 2012 | 6     | 600,000           | 20 tỷ          |
| 2012 | 9     | 675,000           | 25 tỷ          |
| 2012 | 10    | 700,000           |                |
| 2013 | 5     |                   | 48 tỷ          |
| 2013 | 7     | 1 triệu           | 50 tỷ          |
| 2016 |       |                   | 82 tỷ          |
| 2017 | 2     | 2.7 triệu         |                |

## Danh mục nội dung

### Play Music
Google Play Music cung cấp cửa hàng âm nhạc trực tuyến với dịch vụ mua bán nhạc MP3, đám mây lưu trữ lên đến 20,000 bài hát không tính phí, và dịch vụ thuê nhạc trực tuyến gọi là All Access.

### Play Books
Google Play Books mang đến hơn 4 triệu đầu sách. Sách mua sẽ được lưu trữ trên đám mây và có sẵn cho trực tuyến và ngoại tuyến thông qua trình duyệt web hoặc ứng dụng chính thức cho Android và iOS.
Vào 15 tháng 5 năm 2013, Google cập nhật ứng dụng Google Play Books cho cả Android và iOS hỗ trợ cho người dùng tải lên tập tin PDF và EPUB. Người dùng có thể lưu trữ đến 1.000 tập tin miễn phí, miễn là họ sử dụng dưới 50MB.
Trên Google Play Book, tuy nhiên, chỉ có một giấy phép để đọc quyển sách. Nếu như người mua đi du lịch sang quốc gia nơi mà Google Play Books không được bán thì quyển sách trên thiết bị đó có thể bị xóa. Trong trường hợp này, cuốn sách sẽ tự động tải về sau khi bạn trở về quốc gia nơi mà quyển sách được bán.
Google Play Books hiện có sẵn ở 75 quốc gia.

### Play Newsstand
Google Play cung cấp việc mua tạp chí ở Mỹ, Úc, Canada, và Anh.
Vào 20 tháng 11 năm 2013, Google Play Magazines đổi tên thành Google Play Newsstand và kết hợp các tính năng của Google Currents và Magazines thành một sản phẩm, phục vụ cho việc đăng ký tạp chí.

### Play Movies & TV
Theo Google, có 1.000 bộ phim và chương trình truyền hình có sẵn trên Google Play Movies & TV, một vài định dạng HD, bao gồm hài, phim truyền hình, hoạt hình, hành động và phim tài liệu. Phim có thể thuê hoặc mua và xem trên Google Play website hoặc thông qua ứng dụng trên thiết bị Android. Một vài bộ phim có sẵn để cho thuê, một vài để mua, và còn lại có thể thuê và mua. Chương trình truyền hình có thể mua từng tập hoặc phần nhưng không thể thuê. Ngoài ra, người dùng có thể tải xuống bộ phim và chương trình truyền hình cho người xem ngoại tuyến hoặc xem sau sử dụng ứng dụng Google Play Movie app.
Phim có sẵn trên 25 quốc gia. Chương trình TV chỉ có sẵn ở Nhật Bản, Mỹ và Anh.

### Play Games
Google Play Games là dịch vụ thiết kế cho Android, iOS và web với tính năng nhiều người chơi cùng lúc, thành tích, dẫn đầu bảng và lưu trữ đám mây. Đây là dịch vụ giống như Game Center của Apple. Nó bắt đầu chỉ có sẵn giới hạn trong một số trò chơi như Super Stickman Golf 2, PBA Bowling, World of Goo, Osmos HD, và một số khác. Dịch vụ được giới thiết tại Google's I/O 2013 Developer Conference cùng với một số dịch vụ mới khác, và các ứng dụng độc lập được phát hành ngày 24 tháng 7 tại sự kiện gọi là "Ăn sáng với Sundar Pichai" cùng với Nexus 7 mới, Android 4.3 và Chromecast.

### Google Play Store

Biểu trưng Get it on Google Play

Google Play Store, trước đây là Android Market, là nền tảng phân phối ứng dụng kỹ thuật số và cửa hàng nhạc cho Android phát triển và duy trì bởi Google. Dịch vụ cho phép người dùng duyệt và tải nhạc, sách, tạp chí, phim, chương trình truyền hình và ứng dụng từ Google Play.
Android Market đổi thương hiệu thành Play Store vào 6 tháng 3 năm 2012. Android Market cập nhật chính nó trên các thiết bị trước đây.

## Danh sách sẵn có
Người dùng bên ngoài quốc gia/vùng được liệt kê dưới đây chỉ có thể truy cập các ứng dụng và trò chơi miễn phí thông qua Google Play.
| Quốc gia/Vùng        | Ứng dụng và trò chơi trả phí | Ứng dụng và trò chơi trả phí | Thiết bị | Tạp chí | Sách  | Phim & TV | Phim & TV       | Nhạc       | Nhạc            |
| Quốc gia/Vùng        | Khách hàng có thể mua        | Người phát triển có thể bán  | Thiết bị | Tạp chí | Sách  | Phim      | Chương trình TV | Tiêu chuẩn | Truy cập tất cả |
| -------------------- | ---------------------------- | ---------------------------- | -------- | ------- | ----- | --------- | --------------- | ---------- | --------------- |
| Albania              | Có                           | Không                        | Không    | Không   | Không | Có        | Không           | Không      | Không           |
| Algérie              | Có                           | Không                        | Không    | Không   | Không | Không     | Không           | Không      | Không           |
| Angola               | Có                           | Không                        | Không    | Không   | Không | Có        | Không           | Không      | Không           |
| Antigua và Barbuda   | Có                           | Không                        | Không    | Không   | Không | Có        | Không           | Không      | Không           |
| Argentina            | Có                           | Có                           | Không    | Có      | Có    | Có        | Không           | Có         | Có              |
| Armenia              | Có                           | Không                        | Không    | Không   | Không | Có        | Không           | Không      | Không           |
| Aruba                | Có                           | Không                        | Không    | Không   | Không | Có        | Không           | Không      | Không           |
| Úc                   | Có                           | Có                           | Có       | Có      | Có    | Có        | Có              | Có         | Có              |
| Áo                   | Có                           | Có                           | Có       | Có      | Có    | Có        | Có              | Có         | Có              |
| Azerbaijan           | Có                           | Có                           | Không    | Không   | Không | Có        | Không           | Không      | Không           |
| Bahamas              | Có                           | Không                        | Không    | Không   | Không | Không     | Không           | Không      | Không           |
| Bahrain              | Có                           | Có                           | Không    | Có      | Có    | Có        | Không           | Không      | Không           |
| Bangladesh           | Có                           | Có                           | Không    | Không   | Không | Không     | Không           | Không      | Không           |
| Belarus              | Có                           | Có                           | Không    | Không   | Có    | Có        | Không           | Có         | Có              |
| Bỉ                   | Có                           | Có                           | Có       | Có      | Có    | Có        | Không           | Có         | Có              |
| Belize               | Có                           | Không                        | Không    | Không   | Không | Có        | Không           | Không      | Không           |
| Bénin                | Có                           | Không                        | Không    | Không   | Không | Có        | Không           | Không      | Không           |
| Bolivia              | Có                           | Có                           | Không    | Không   | Có    | Có        | Không           | Có         | Có              |
| Bosna và Hercegovina | Có                           | Không                        | Không    | Không   | Không | Có        | Không           | Có         | Có              |
| Botswana             | Có                           | Không                        | Không    | Không   | Không | Có        | Không           | Không      | Không           |
| Brasil               | Có                           | Có                           | Có       | Có      | Có    | Có        | Không           | Có         | Có              |
| Bulgaria             | Có                           | Có                           | Không    | Không   | Không | Không     | Không           | Có         | Có              |
| Burkina Faso         | Có                           | Không                        | Không    | Không   | Không | Có        | Không           | Không      | Không           |
| Campuchia            | Có                           | Không                        | Không    | Không   | Không | Có        | Không           | Không      | Không           |
| Cameroon             | Có                           | Không                        | Không    | Không   | Không | Không     | Không           | Không      | Không           |
| Canada               | Có                           | Có                           | Có       | Có      | Có    | Có        | Có              | Có         | Có              |
| Cabo Verde           | Có                           | Không                        | Không    | Không   | Không | Có        | Không           | Không      | Không           |
| Chile                | Có                           | Có                           | Không    | Có      | Có    | Có        | Không           | Có         | Có              |
| Trung Quốc           | Không                        | Có                           | Không    | Không   | Không | Không     | Không           | Không      | Không           |
| Colombia             | Có                           | Có                           | Không    | Có      | Có    | Có        | Không           | Có         | Có              |
| Costa Rica           | Có                           | Có                           | Không    | Không   | Có    | Có        | Không           | Có         | Có              |
| Croatia              | Có                           | Không                        | Không    | Không   | Không | Có        | Không           | Có         | Có              |
| Síp                  | Có                           | Có                           | Không    | Không   | Không | Có        | Không           | Có         | Có              |
| Séc                  | Có                           | Có                           | Không    | Không   | Có    | Có        | Không           | Có         | Có              |
| Đan Mạch             | Có                           | Có                           | Có       | Không   | Có    | Có        | Không           | Có         | Có              |
| Cộng hòa Dominica    | Có                           | Có                           | Không    | Không   | Có    | Có        | Không           | Có         | Có              |
| Ecuador              | Có                           | Không                        | Không    | Không   | Có    | Có        | Không           | Có         | Có              |
| Ai Cập               | Có                           | Có                           | Không    | Có      | Có    | Có        | Không           | Không      | Không           |
| El Salvador          | Có                           | Không                        | Không    | Không   | Có    | Có        | Không           | Có         | Có              |
| Estonia              | Có                           | Có                           | Không    | Không   | Có    | Có        | Không           | Có         | Có              |
| Fiji                 | Có                           | Không                        | Không    | Không   | Không | Có        | Không           | Không      | Không           |
| Phần Lan             | Có                           | Có                           | Có       | Không   | Có    | Có        | Không           | Có         | Có              |
| Pháp                 | Có                           | Có                           | Có       | Có      | Có    | Có        | Có              | Có         | Có              |
| Gabon                | Có                           | Không                        | Không    | Không   | Không | Có        | Không           | Không      | Không           |
| Đức                  | Có                           | Có                           | Có       | Có      | Có    | Có        | Có              | Có         | Có              |
| Ghana                | Có                           | Không                        | Không    | Không   | Không | Không     | Không           | Không      | Không           |
| Hy Lạp               | Có                           | Có                           | Không    | Không   | Có    | Có        | Không           | Có         | Có              |
| Guatemala            | Có                           | Không                        | Không    | Không   | Có    | Có        | Không           | Có         | Có              |
| Guiné-Bissau         | Có                           | Không                        | Không    | Không   | Không | Không     | Không           | Không      | Không           |
| Haiti                | Có                           | Không                        | Không    | Không   | Không | Có        | Không           | Không      | Không           |
| Honduras             | Có                           | Có                           | Không    | Không   | Có    | Có        | Không           | Có         | Có              |
| Hồng Kông            | Có                           | Có                           | Có       | Không   | Có    | Có        | Không           | Không      | Không           |
| Hungary              | Có                           | Có                           | Không    | Không   | Có    | Có        | Không           | Có         | Có              |
| Iceland              | Có                           | Có                           | Không    | Không   | Không | Có        | Không           | Có         | Có              |
| Ấn Độ                | Có                           | Có                           | Có       | Có      | Có    | Có        | Không           | Có         | Có              |
| Indonesia            | Có                           | Có                           | Có       | Có      | Có    | Có        | Không           | Không      | Không           |
| Ireland              | Có                           | Có                           | Có       | Có      | Có    | Có        | Không           | Có         | Có              |
| Israel               | Có                           | Có                           | Không    | Không   | Không | Không     | Không           | Không      | Không           |
| Ý                    | Có                           | Có                           | Có       | Có      | Có    | Có        | Không           | Có         | Có              |
| Bờ Biển Ngà          | Có                           | Không                        | Không    | Không   | Không | Có        | Không           | Không      | Không           |
| Jamaica              | Có                           | Có                           | Không    | Không   | Không | Có        | Không           | Không      | Không           |
| Nhật Bản             | Có                           | Có                           | Có       | Có      | Có    | Có        | Có              | Có         | Có              |
| Jordan               | Có                           | Không                        | Không    | Có      | Có    | Có        | Không           | Không      | Không           |
| Kazakhstan           | Có                           | Có                           | Không    | Không   | Có    | Có        | Không           | Không      | Không           |
| Kenya                | Có                           | Không                        | Không    | Không   | Không | Không     | Không           | Không      | Không           |
| Kuwait               | Có                           | Có                           | Không    | Có      | Có    | Có        | Không           | Không      | Không           |
| Kyrgyzstan           | Có                           | Không                        | Không    | Không   | Có    | Có        | Không           | Không      | Không           |
| Lào                  | Có                           | Không                        | Không    | Không   | Không | Có        | Không           | Không      | Không           |
| Latvia               | Có                           | Có                           | Không    | Không   | Có    | Có        | Không           | Có         | Có              |
| Liban                | Có                           | Không                        | Không    | Có      | Có    | Có        | Không           | Không      | Không           |
| Liechtenstein        | Có                           | Không                        | Không    | Không   | Không | Không     | Không           | Có         | Có              |
| Litva                | Có                           | Có                           | Không    | Không   | Có    | Có        | Không           | Có         | Có              |
| Luxembourg           | Có                           | Có                           | Không    | Không   | Có    | Có        | Không           | Có         | Có              |
| Bắc Macedonia        | Có                           | Không                        | Không    | Không   | Không | Có        | Không           | Có         | Có              |
| Malaysia             | Có                           | Có                           | Có       | Có      | Có    | Có        | Không           | Không      | Không           |
| Mali                 | Có                           | Không                        | Không    | Không   | Không | Có        | Không           | Không      | Không           |
| Malta                | Có                           | Có                           | Không    | Không   | Không | Có        | Không           | Có         | Có              |
| Mauritius            | Có                           | Không                        | Không    | Không   | Không | Có        | Không           | Không      | Không           |
| México               | Có                           | Có                           | Có       | Có      | Có    | Có        | Không           | Có         | Có              |
| Moldova              | Có                           | Không                        | Không    | Không   | Không | Có        | Không           | Không      | Không           |
| Maroc                | Có                           | Không                        | Không    | Không   | Không | Không     | Không           | Không      | Không           |
| Mozambique           | Có                           | Không                        | Không    | Không   | Không | Không     | Không           | Không      | Không           |
| Namibia              | Có                           | Không                        | Không    | Không   | Không | Có        | Không           | Không      | Không           |
| Nepal                | Có                           | Có                           | Không    | Không   | Không | Có        | Không           | Không      | Không           |
| Hà Lan               | Có                           | Có                           | Có       | Có      | Có    | Có        | Không           | Có         | Có              |
| Antille thuộc Hà Lan | Có                           | Không                        | Không    | Không   | Không | Không     | Không           | Không      | Không           |
| New Zealand          | Có                           | Có                           | Có       | Không   | Có    | Có        | Không           | Có         | Có              |
| Nicaragua            | Có                           | Không                        | Không    | Không   | Có    | Có        | Không           | Có         | Có              |
| Niger                | Có                           | Không                        | Không    | Không   | Không | Có        | Không           | Không      | Không           |
| Nigeria              | Có                           | Có                           | Không    | Không   | Không | Không     | Không           | Không      | Không           |
| Na Uy                | Có                           | Có                           | Có       | Không   | Có    | Có        | Không           | Có         | Có              |
| Oman                 | Có                           | Không                        | Không    | Có      | Có    | Có        | Không           | Không      | Không           |
| Pakistan             | Có                           | Có                           | Không    | Không   | Không | Không     | Không           | Không      | Không           |
| Panamá               | Có                           | Có                           | Không    | Không   | Có    | Có        | Không           | Có         | Có              |
| Papua New Guinea     | Có                           | Không                        | Không    | Không   | Không | Có        | Không           | Không      | Không           |
| Paraguay             | Có                           | Không                        | Không    | Không   | Có    | Có        | Không           | Có         | Có              |
| Perú                 | Có                           | Có                           | Không    | Có      | Có    | Có        | Không           | Có         | Có              |
| Philippines          | Có                           | Có                           | Có       | Có      | Có    | Có        | Không           | Không      | Không           |
| Ba Lan               | Có                           | Có                           | Không    | Có      | Có    | Có        | Không           | Có         | Có              |
| Bồ Đào Nha           | Có                           | Có                           | Có       | Không   | Có    | Có        | Không           | Có         | Có              |
| Qatar                | Có                           | Không                        | Không    | Có      | Có    | Có        | Không           | Không      | Không           |
| România              | Có                           | Có                           | Không    | Không   | Có    | Không     | Không           | Có         | Có              |
| Nga                  | Có                           | Có                           | Không    | Có      | Có    | Có        | Không           | Có         | Có              |
| Rwanda               | Có                           | Không                        | Không    | Không   | Không | Có        | Không           | Không      | Không           |
| Ả Rập Xê Út          | Có                           | Có                           | Không    | Có      | Có    | Có        | Không           | Không      | Không           |
| Sénégal              | Có                           | Không                        | Không    | Không   | Không | Có        | Không           | Không      | Không           |
| Serbia               | Có                           | Không                        | Không    | Không   | Không | Không     | Không           | Có         | Có              |
| Singapore            | Có                           | Có                           | Không    | Không   | Có    | Có        | Không           | Không      | Không           |
| Slovakia             | Có                           | Có                           | Không    | Không   | Có    | Có        | Không           | Có         | Có              |
| Slovenia             | Có                           | Không                        | Không    | Không   | Không | Có        | Không           | Có         | Có              |
| Nam Phi              | Có                           | Không                        | Không    | Không   | Có    | Có        | Không           | Có         | Có              |
| Hàn Quốc             | Có                           | Có                           | Có       | Có      | Có    | Có        | Không           | Không      | Không           |
| Tây Ban Nha          | Có                           | Có                           | Có       | Có      | Có    | Có        | Không           | Có         | Có              |
| Sri Lanka            | Có                           | Không                        | Không    | Không   | Không | Có        | Không           | Không      | Không           |
| Thụy Điển            | Có                           | Có                           | Có       | Không   | Có    | Có        | Không           | Có         | Có              |
| Thụy Sĩ              | Có                           | Có                           | Có       | Không   | Có    | Có        | Có              | Có         | Có              |
| Đài Loan             | Có                           | Có                           | Có       | Có      | Có    | Có        | Không           | Không      | Không           |
| Tajikistan           | Có                           | Không                        | Không    | Không   | Không | Có        | Không           | Không      | Không           |
| Tanzania             | Có                           | Không                        | Không    | Không   | Không | Có        | Không           | Không      | Không           |
| Thái Lan             | Có                           | Có                           | Có       | Có      | Có    | Có        | Không           | Không      | Không           |
| Togo                 | Có                           | Không                        | Không    | Không   | Không | Có        | Không           | Không      | Không           |
| Trinidad và Tobago   | Có                           | Không                        | Không    | Không   | Không | Có        | Không           | Không      | Không           |
| Tunisia              | Có                           | Không                        | Không    | Không   | Không | Không     | Không           | Không      | Không           |
| Thổ Nhĩ Kỳ           | Có                           | Có                           | Không    | Có      | Có    | Có        | Không           | Không      | Không           |
| Turkmenistan         | Có                           | Không                        | Không    | Không   | Không | Có        | Không           | Không      | Không           |
| Uganda               | Có                           | Không                        | Không    | Không   | Không | Có        | Không           | Không      | Không           |
| Ukraina              | Có                           | Có                           | Không    | Có      | Có    | Có        | Không           | Có         | Có              |
| UAE                  | Có                           | Có                           | Không    | Có      | Có    | Có        | Không           | Không      | Không           |
| Anh Quốc             | Có                           | Có                           | Có       | Có      | Có    | Có        | Có              | Có         | Có              |
| Hoa Kỳ               | Có                           | Có                           | Có       | Có      | Có    | Có        | Có              | Có         | Có              |
| Uruguay              | Có                           | Không                        | Không    | Không   | Có    | Có        | Không           | Có         | Có              |
| Uzbekistan           | Có                           | Không                        | Không    | Không   | Có    | Có        | Không           | Không      | Không           |
| Venezuela            | Có                           | Không                        | Không    | Không   | Có    | Có        | Không           | Có         | Có              |
| Việt Nam             | Có                           | Có                           | Có       | Không   | Có    | Có        | Không           | Không      | Có              |
| Yemen                | Có                           | Có                           | Không    | Không   | Không | Không     | Không           | Không      | Không           |
| Zambia               | Có                           | Không                        | Không    | Không   | Không | Có        | Không           | Không      | Không           |
| Zimbabwe             | Có                           | Không                        | Không    | Không   | Không | Có        | Không           | Không      | Không           |

## Liên kết
- Google Play Official Website
- Google Play trên Google+
- List of officially compatible devices
- Country availability for apps & digital content
- Android markets trên DMOZ